# ヤマシロヒコ
ヤマシロヒコ（山代日子、山代日古、山代彦）は、『出雲国風土記』に登場する神。

## 概要
『出雲国風土記』意宇郡の山代郷条に登場するオオナモチの御子神。他には見られない。

## 記述

### 出雲国風土記

#### 意宇郡
山代郷。郡家の西北三里百二十歩にある。所造天下大神大穴持命の御子である山代日子命が鎮座している。故に、山代と言うようになった。正倉がある。

## 考証
山代の地の男神の意。山代郷条は地域に鎮座する神の名が地名の由来になるという簡潔的な起源説明で構成されており、この形は『出雲国風土記』に多いとされる。実際は地名が先に存在しており、後に地域の守護神である地名を冠した神格が生み出されたが、地名の由来が不明となり改めてその意味を求められるようになった際、神名を語源とする説が成立したものと考えられている。伝承における地名と神名との成立順が逆転する現象については、神を生活の根源に据える思想が反映されているとする説や、出雲国内での土地の神に対する強固な信仰を要因として挙げる説などが唱えられている。また、ヤマシロヒコをオオナモチの御子神とする点に関しては、地域固有の神を著名な神の系譜へと組み込むことにより、地方神を権威ある存在として認めさせる意図があったのではないかと推測されている。

## 祀る神社
- 服部神社（石川県加賀市山代温泉） - 増祀  - 平成3年に山代日子命を増祀した[7]。
- 市之瀬神社（石川県加賀市山代温泉） - 主祭神  - 天照大神と共に山代日子命を祀り、市ノ瀬灌漑の総社として崇敬されている[8]。
- 山代神社（島根県松江市古志原） - 主祭神  - 式内社の山代神社に比定される。元は神名樋山（現：茶臼山）に鎮座していたが、村井伯耆守が築城した際に現在地へ移転、あるいは寛文八年の旱魃を機に藩主から移転の許諾を得て、延宝八年に産土神として祀ったと伝わる[9][10]。なお同市山代町に山代神社跡があり、高森さんや高森大明神、高森明神と呼ばれていた[11]。『出雲国風土記』意宇郡の神祇官社である山代社に比定される[1]。
- 大山代神社（島根県松江市西津田） - 主祭神  - 『神國島根』では当社の主祭神に山代日子命と大山祇命を挙げており、山代日子命を西津田村の氏神、大山祇命を寛永年間に勧請された神としている[10]。
- 山代神社（島根県松江市山代町） - 祭神（合祀）  - 眞名井神社の境内社で、現在は児守神社等とまとめて西脇の境内社に合祀されている[11]。眞名井神社の明細帳には高守神社とある[12]。